# Rathaus Möckern

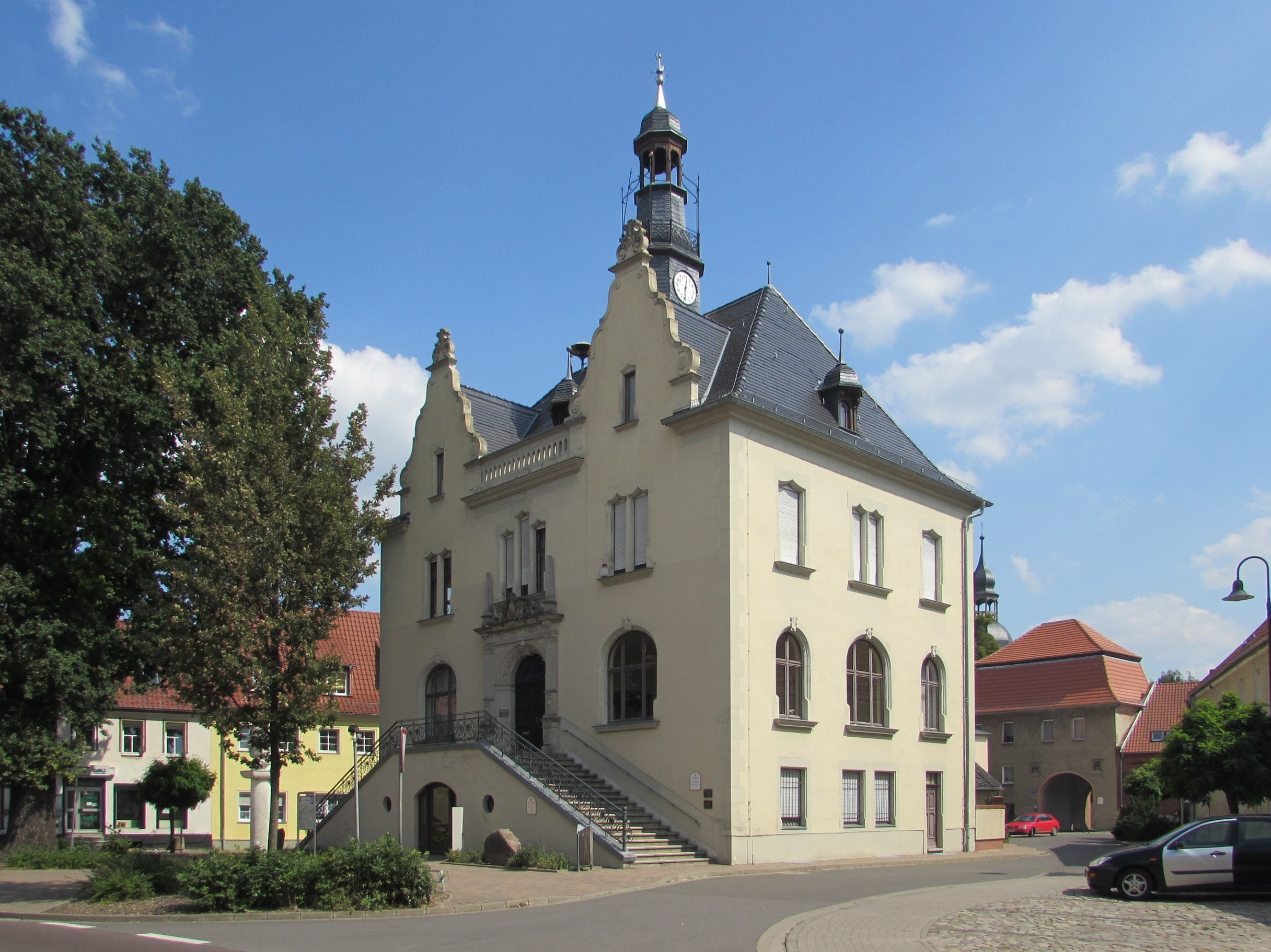
Das Rathaus in Möckern

Das Rathaus in Möckern ist ein denkmalgeschütztes Rathaus der Stadt Möckern in Sachsen-Anhalt.
Im örtlichen Denkmalverzeichnis ist es unter der Erfassungsnummer 094 71076 als Baudenkmal verzeichnet.

## Rathaus
Das Rathaus befindet sich am Markt von Möckern und ist der Hauptsitz der Stadtverwaltung. Das heutige dreigeschossige Rathausgebäude im Renaissancestil mit einer Freitreppe und einem Sandsteinportal, ist ein Neubau aus dem Jahr 1895. Das vorherige Gebäude war ein Fachwerkhaus aus dem Jahr 1700. Im Juli 2016 wurde vom Stadtrat der Beschluss gefasst die dezentrale Verwaltung der Stadt an einem Standort zusammenzufassen, dazu sollte am historischen Rathaus ein Anbau entstehen. Gegen diesen Beschluss wurde ein Bürgerbegehren eingereicht und es kam im Dezember 2017 zu einer neuen Abstimmung über den Beschluss, mit dem Ergebnis, dass es vorerst zu keinem Ausbau des Rathauses kommen wird.

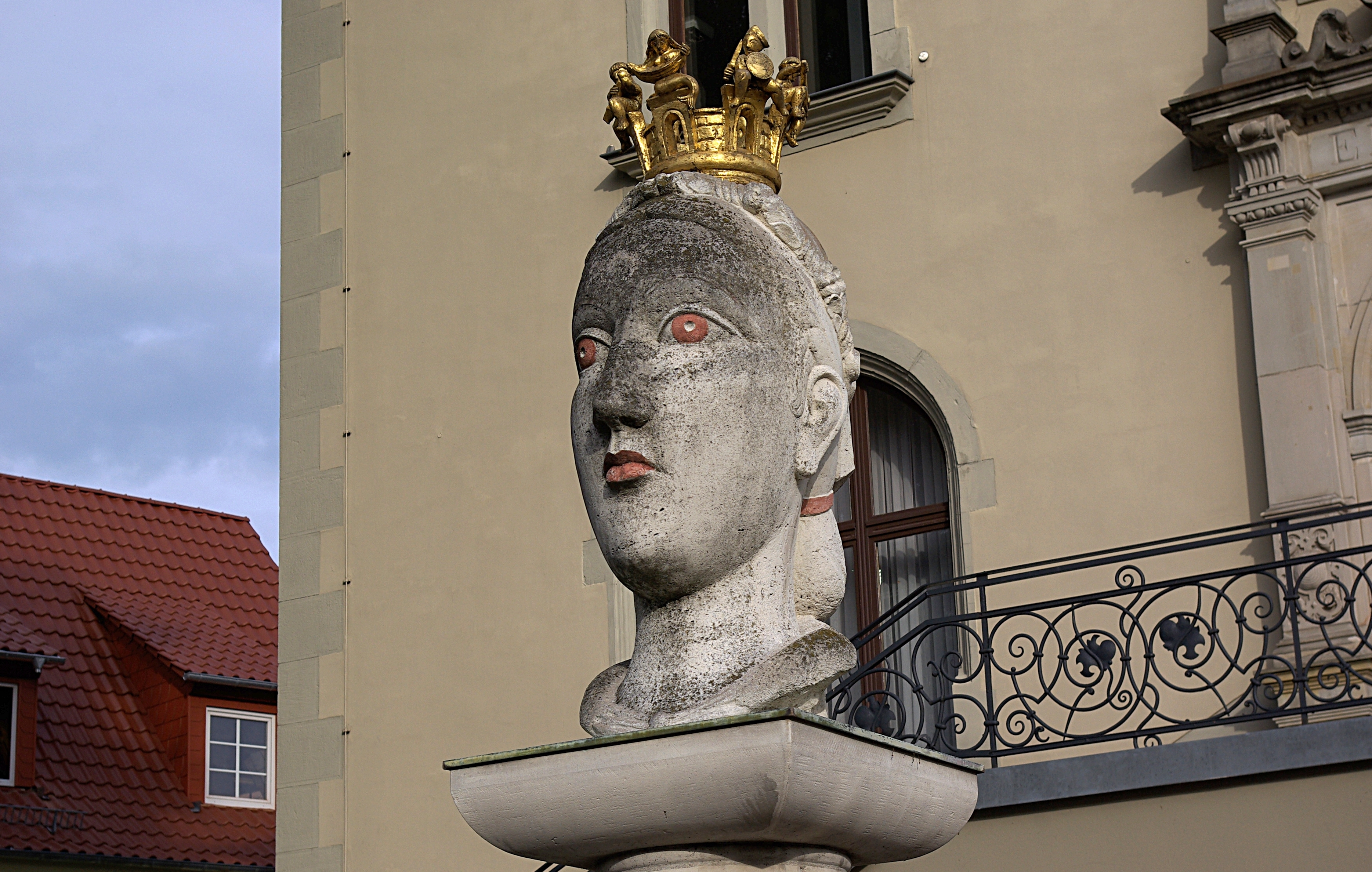
Stadtgöttin vor dem Rathaus

## Stadtgöttin
Auf dem Platz vor dem Rathaus befindet sich die Skulptur Stadtgöttin. Sie wurde vom Bildhauer Heinrich Apel aus Magdeburg im Jahr 1995 geschaffen. Eine „Stadtmauer mit offenen Toren für Jederfrau und Jedermann, auf deren Zinnen die fleißigen Bürger ihr Handwerk zeigen“, bildet die Krone der Stadtgöttin.

## Quelle
- Rathaus Möckern, Moeckern-flaeming.de, abgerufen am 15. Februar 2018